# Нідермошель
Нідермошель (нім. Niedermoschel) — громада в Німеччині, розташована в землі Рейнланд-Пфальц. Входить до складу району Доннерсберг. Складова частина об'єднання громад Альзенц-Обермошель.
Площа — 6,62 км2. Населення становить 488 ос. (станом на 31 грудня 2020).